# Lucky Lady II

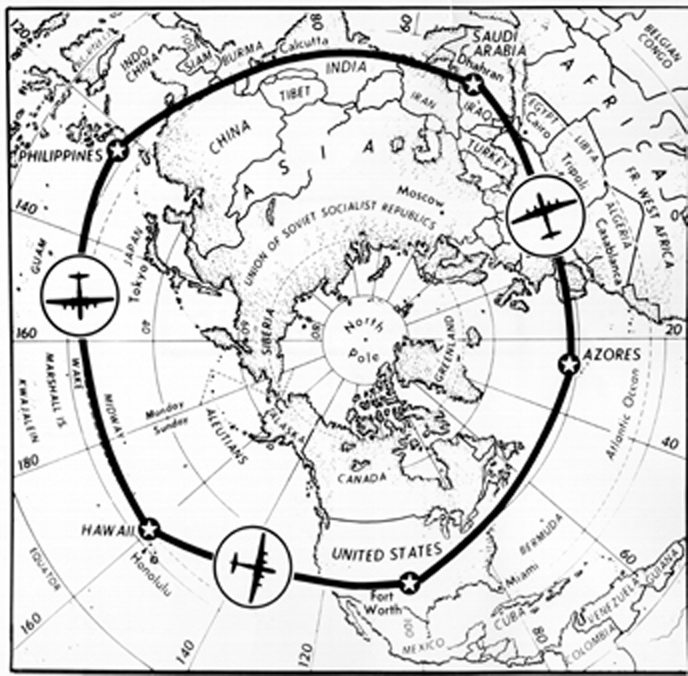
Trasa rekordního letu stroje Lucky Lady II

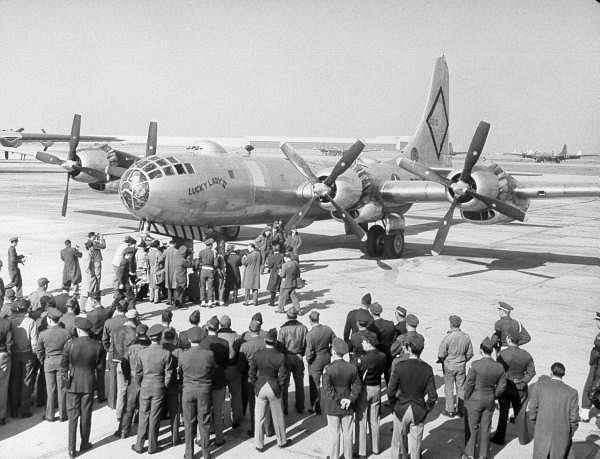
B-50A Lucky Lady II po přistání po obletu Země

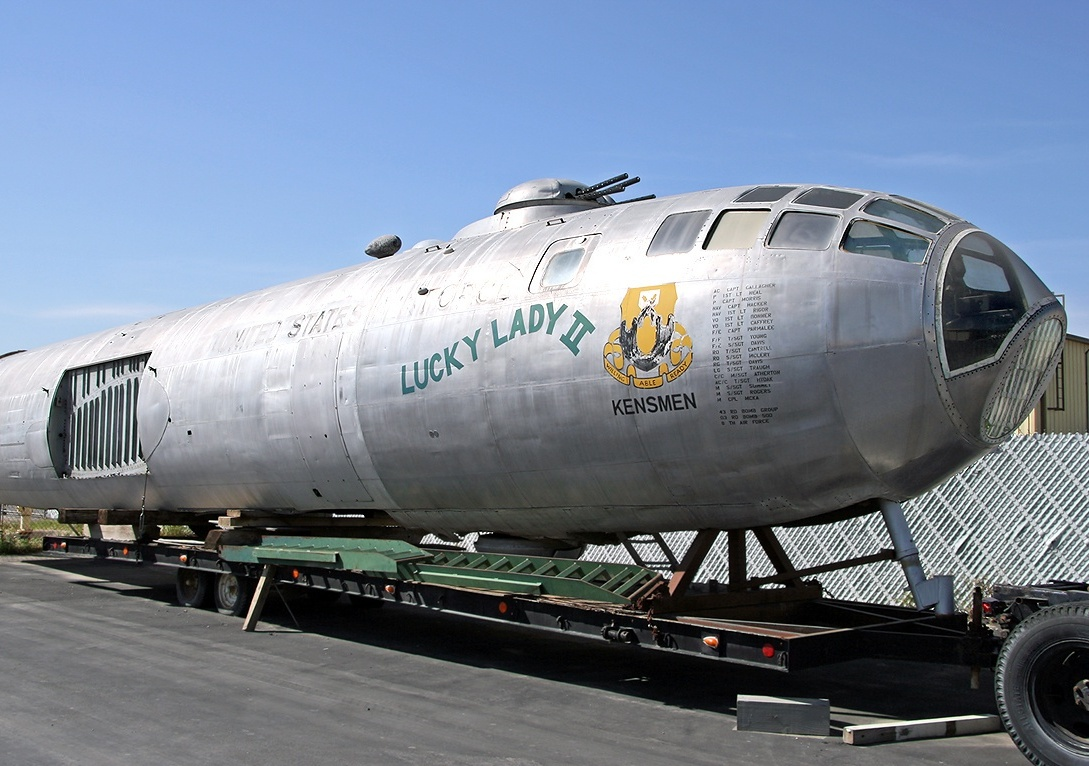
Trup bombardéru Lucky Lady II v roce 2002

Lucky Lady II je přezdívka amerického bombardéru B-50A Superfortress (sériového čísla 46-010), který uskutečnil první nonstop oblet světa.

## Rekordní oblet země
V roce 1949 bombardér B-50A Superfortress Lucky Lady II uskutečnil historicky první nonstop oblet Země. Odstartoval 26. února z Carswellovy letecké základny poblíž Fort Worth v Texasu. Měl čtrnáctičlennou posádku. Hlavní funkce byly zdvojené a lidé se střídali po čtyřech až šesti hodinách. Velitelem byl kapitán James Gallagher, dalšími piloty byli Arthur M. Neal a James H. Morris, navigátoři Glenn E. Hacker a Earl L. Rigor, operátoři radaru Ronald B. Bonner a William F. Caffrey, vrchní palubní inženýr David B. Parmalee, palubní inženýři Virgil L. Young a Robert G. Davis, radisté Burgess C. Cantrell a Robert R. McLeroy a palubní střelci Melvin G. Davis a Donald G. Traugh Jr. Před rekordním letem byl vybaven přídavnými nádržemi umístěnými v pumovnici.
Podle původního plánu měl být bombardér Lucky Lady II doprovodným letounem stroje B-50 Global Queen, který měl oblet uskutečnit, avšak odstoupil kvůli problémům s motory. Uskutečnění rekordního letu umožnilo tankování za letu ze strojů KB-29M. Oblet vyžadoval celkem čtyři tankování za letu. Tankovací letouny byly připraveny v trase letu na Azorech, v Saúdské Arábii, na Filipínách a Havajských ostrovech. Jeden z filipínských KB-29M (sériové číslo 45-21705) se při zpátečním letu zřítil ve špatném počasí, přičemž zemřela celá devítičlenná posádka. Na Carswellově letecké základně letoun Lucky Lady II opět přistál 2. března 1949. Během cesty trvající 94 hodin a jednu minutu stroj uletěl 37 742 kilometrů. Všichni členové osádky byli vyznamenáni Záslužným leteckým křížem. Získali rovněž ocenění amerického letectva Mackay Trophy za nejzáslužnější let roku.

## Osud
Dne 13. srpna 1950 byl letoun Lucky Lady II poškozen při nouzovém přistání a vyřazen. Získalo jej Planes of Fame Air Museum ve městě Chino v Kalifornii.